# 3xNie
3xNie – debiutancki album studyjny polskiego rapera Bilona, znanego z występów w zespole Hemp Gru. Wydawnictwo ukazało się 29 maja 2015 roku nakładem wytwórni muzycznej Hemp Rec.. W dniu premiery album został udostępniony bezpłatnie w formie digital stream na kanale YouTube – DIIL.TV. Płyta trafiła do sprzedaży jedynie do wybranych punktów sprzedaży, w tym m.in. do należącej do rapera sieci sklepów odzieżowych Hemp Szop. Na albumie wyprodukowanym przez Szweda SWD gościnnie wystąpili m.in. Sokół, Pono i Junior Stress.
Tytuł albumu nawiązuje do Referendum ludowego przeprowadzonego w Polsce w 1946 roku.

## Lista utworów
Opracowano na podstawie materiału źródłowego.
| 1. "3xNie - W konspiracji" – 3:19 2. "A kto jak nie ty" (gościnnie: Ero, Fotoz Muz, Karolina Błażejczyk) – 4:32 3. "Niech nikt - skit - krótka forma muzyczna" – 1:41 4. "Warszawski rapton" – 3:27 5. "Zdrówko" (gościnnie: Sokół, Fotoz Muz) – 4:07 6. "Śmierć tłustego milicjanta" – 2:51 7. "Czym jesteś" – 3:11 8. "Hip hop huligan" (gościnnie: Ryfa Ri) – 4:03 9. "Wstań" – 4:24 |  | 1. "Pochodnie płoną" (gościnnie: Wilku, TMS, Paluch) – 4:29 2. "Mistrz" – 2:24 3. "Dla Ś.p. Grubego" – 2:43 4. "Bilet" (gościnnie: HZD, Karolina Błażejczyk) – 3:07 5. "Joint Penk" – 4:08 6. "Wolna myśl" (gościnnie: Pono) – 2:56 7. "Smok" (gościnnie: Junior Stress) – 3:49 8. "Jlb" (gościnnie: Żary, Kaczy) – 4:23 9. "Outro - kocham cię" (gościnnie: Rodzina) – 2:16 10. "Sierpniowe niebo" – 2:42 |